# Paso de la Patria
Paso de la Patria är en ort i Argentina.   Den ligger i provinsen Corrientes, i den nordöstra delen av landet, 800 km norr om huvudstaden Buenos Aires. Paso de la Patria ligger 56 meter över havet och antalet invånare är 5 818.
Terrängen runt Paso de la Patria är mycket platt. Runt Paso de la Patria är det ganska glesbefolkat, med 25 invånare per kvadratkilometer.. Paso de la Patria är det största samhället i trakten.
Omgivningarna runt Paso de la Patria är en mosaik av jordbruksmark och naturlig växtlighet.